# Raditude
Raditude és el setè àlbum d'estudi de la banda estatunidenca de rock alternatiu Weezer. Es va publicar el 3 de novembre de 2009 tot i que originalment s'havia de llançar el 27 d'octubre de 2009. El títol de l'àlbum el va suggerir l'actor Rainn Wilson al líder del grup, Rivers Cuomo. El primer senzill "(If You're Wondering If I Want You To) I Want You To" fou publicat ja a l'estiu.

## Informació
El 15 de novembre de 2008, el grup va penjar un vídeo al portal YouTube amb el títol "Let's Write a Sawng: Step 16" que mostrava el líder del grup Rivers Cuomo treballant amb el productor Jacknife Lee dins l'estudi, donant a entendre que estaven preparant la gravació del setè àlbum d'estudi del grup o d'un nou àlbum de cares-B. Ja al maig, en la web del grup es va revelar que no hi havia una data concreta pel llançament del nou treball però que segurament seria a l'estiu del 2009. A finals de juliol, el grup va actuar en diversos festivals com el "Jisan Valley Rock Festival" o el "Fuji Rock Festival", en els quals van tocar tres de les noves cançons. En una entrevista produïda durant aquests esdeveniments, Cuomo va assenyalar que la data de llançament seria finalment a l'octubre perquè encara havien d'acabar el procés de gravació durant l'estiu.
L'agost, la MTV va confirmar que el primer senzill del nou àlbum seria "(If You're Wondering If I Want You To) I Want You To" i que seria llançat el dia 25 del mateix mes. Això no obstant, la cançó es va filtrar una setmana després de l'anunci i el llançament oficial a les emissores de ràdio es va avançar al 18 d'agost. En successives actualitzacions del seu web oficial, la banda va revelar que el treball es titularia Raditude i que sortiria al mercat el 27 d'octubre de 2009. Tanmateix, el llançament es va ajornar finalment una setmana fins al 3 de novembre. El 13 d'octubre, el grup va anunciar la creació del "The Weezer Raditude Club", on els clients podien reservar l'àlbum i adquirir l'accés a cançons exclusives del grup durant les setmanes posteriors al llançament de l'àlbum.
Weezer va gravar una actuació promocional per Sessions@AOL amb artistes convidats com Kenny G, Chamillionaire o Sara Bareilles. Curiosament, Kenny G viu a prop de Cuomo a Malibu però mai havien coincidit fins a la gravació, fins i tot, Kenny G va explicar prèviament a l'actuació que no havia sentit mai a parlar de Weezer.
Raditude va debutar al número set de la llista Billboard als Estats Units amb només 66.000 unitats durant la primera setmana. Conseqüentment, el treball va passar força desapercebut pel públic i per la crítica, que li va donar valoracions mitjanes en general.

## Llista de cançons
| Núm.          | Títol                                                  | Composició             | Durada |
| ------------- | ------------------------------------------------------ | ---------------------- | ------ |
| 1.            | «(If You're Wondering If I Want You To) I Want You To» | Cuomo, Walker          | 3:28   |
| 2.            | «I'm Your Daddy»                                       | Cuomo, Dr. Luke        | 3:08   |
| 3.            | «The Girl Got Hot»                                     | Cuomo, Walker          | 3:14   |
| 4.            | «Can't Stop Partying» (featuring Lil Wayne)            | Cuomo, Dupri, Carter   | 4:22   |
| 5.            | «Put Me Back Together»                                 | Cuomo, Ritter, Wheeler | 3:15   |
| 6.            | «Trippin' Down the Freeway»                            | Cuomo                  | 3:40   |
| 7.            | «Love Is the Answer»                                   | Cuomo, Lee             | 3:43   |
| 8.            | «Let It All Hang Out»                                  | Cuomo, Dupri, Lee      | 3:17   |
| 9.            | «In the Mall»                                          | Wilson                 | 2:39   |
| 10.           | «I Don't Want to Let You Go»                           | Cuomo                  | 3:48   |
| Durada total: | Durada total:                                          | Durada total:          | 34:34  |

Cançons extres de l'edició Deluxe
| Núm.          | Títol                                        | Composició           | Durada |
| ------------- | -------------------------------------------- | -------------------- | ------ |
| 11.           | «Get Me Some»                                | Cuomo, Dr. Luke      | 3:36   |
| 12.           | «Run Over by a Truck»                        | Cuomo                | 3:33   |
| 13.           | «The Prettiest Girl in the Whole Wide World» | Cuomo                | 4:00   |
| 14.           | «The Underdogs»                              | Cuomo, Kazuhiro Hara | 4:40   |
| Durada total: | Durada total:                                | Durada total:        | 49:43  |

Cançons extres versió exclusiva MP3 d'Amazon
- "Turn Me Round" - 3:10

Cançons extres internationals
- "I Woke Up in Love This Morning" (Japó) - 3:04
- "Turn Me Round" (Regne Unit i Austràlia) - 3:09

Cançons extres iTunes
- "The Story of My Life" - 3:15
- "Kids/Poker Face" (Cover de "Kids" de MGMT i "Poker Face" de Lady GaGa) - 4:58

iTunes Pass: The Weezer Raditude Club Tracks (exclusive to the iTunes Pass)
- "Should I Stay or Should I Go" (Cover de The Clash) - 3:07
- "I Hear Bells" - 2:44
- "Put Me Back Together" (Rich Costey Mix) - 3:15
- "Cold Dark World" - 3:52
- "Across the Sea" - 4:32
- "(If You're Wondering If I Want You To) I Want You To" (Steve Aoki Remix) - 6:36
- "The Prettiest Girl In The Whole Wide World" (Karlophone Remix) - 4:21
- "I'm Your Daddy" (Pat Wilson Remix) - 3:08
- "Can't Stop Partying" (Coconut Teaser Mix) - 3:32
- "Love Is The Answer" (Laid Back Mix) - 3:01
- "(If You're Wondering If I Want You To) I Want You To" (Music Video) - 3:31

## Llistes
| Llista (2009)                   | Posició |
| ------------------------------- | ------- |
| Australian Albums Chart         | 36      |
| Canadian Albums Chart           | 10      |
| French Albums Chart             | 119     |
| German Albums Chart             | 94      |
| US Billboard 200                | 7       |
| US Billboard Alternative Albums | 1       |
| US Billboard Rock Albums        | 1       |

## Personal

### Banda
- Rivers Cuomo - cantant, guitarra, teclats
- Brian Bell - guitara, veus addicionals, teclats
- Scott Shriner - baix, veus addicionals, teclats
- Patrick Wilson - bateria, guitarra, veus addicionals

### Músics addicionals
- Lil Wayne - veu (4)
- Josh Freese - bateria (2, 3 i 8)
- Jacknife Lee - teclats, veus addicionals, guitarra, percussió (7, 9, 10, 11, 12, 13 i 14)
- Amrita Sen - veu (7)
- Nishat Khan - veus addicionals (7)
- Aaron Suplizio - baix addicional (7)
- Sim Grewall - percussió addicional (7)

### Estudi
- Jermaine Dupri - lletres (4)
- Butch Walker - productor (1, 3, 5 i 8)
- Dr. Luke - productor (2)
- Polow da Don - productor (4)
- Jacknife Lee - productor (6, 7, 9, 10, 11, 12, 13 i 14)
- Ananda Sen - productor (7)
- Shawn Everett - productor (7)
- Tom McFall, Sam Bell, Shawn Everett, Jack Sinclair, Joe Zook, Doug McKean - gravació
- Rich Costey, Charlie Stavish, Serban Ghenea, John Hanes, Tim Roberts - mescles
- Dave Collins - masterització

### Art
- Andy Mueller, Johannes Gamble - direcció artística i disseny
- Jason Neely, Sean Murphy, Karl Koch, Daniel Field - Fotografies